# Вулиця Ірини Бекешкіної
Ву́лиця Ірини Бекешкіної — вулиця в Дніпровському районі міста Києва, житловий масив Воскресенка. Пролягає від вулиці Івана Микитенка до вулиці Миколи Кибальчича.

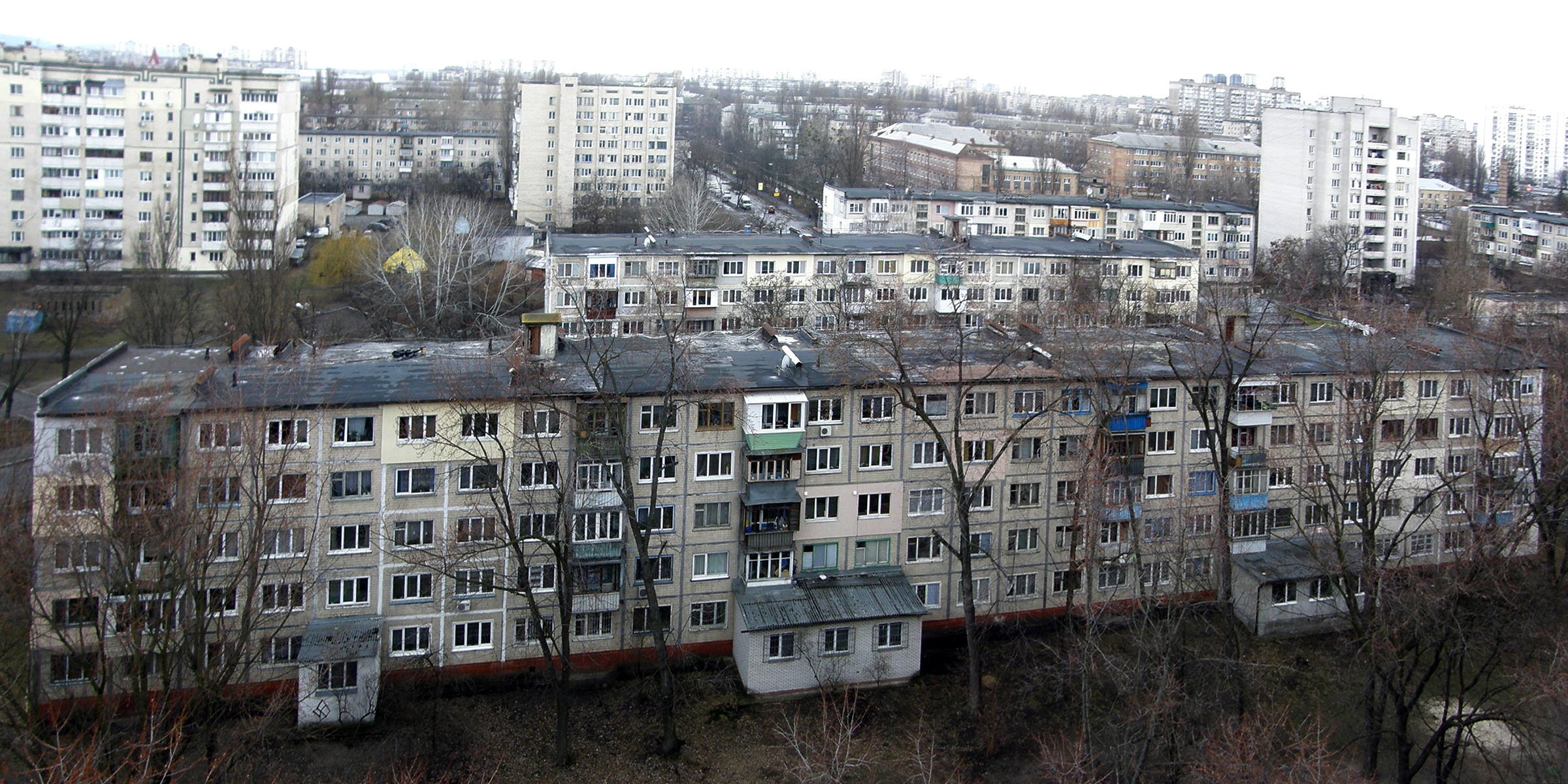
будинки №№ 8, 10, 12 серії 1-480

Прилучається вулиця Едуарда Вільде.

## Історія
Вулиця виникла у середині XX століття, мала назву  Ольгопільська. У 1967-2022 роках мала назву на честь радянського військового інженера Д. М. Карбишева.
10 листопада 2022 року перейменована на честь української соціологині Ірини Бекешкіної.